# اچ‌ام‌سی‌اس کوموکس (جی۶۴)
اچ‌ام‌سی‌اس کوموکس (جی۶۴) (به انگلیسی: HMCS Comox (J64)) یک کشتی است که طول آن ۱۶۳ فوت (۴۹٫۷ متر) می‌باشد. این کشتی در سال ۱۹۳۸ ساخته شد.